# Kakkabe
Kakkabe (en griego antiguo: κακκάβη, romanizado: kakkabe) es un tipo de vasija de la Antigua Grecia de cerámica.
El kakkabe era una olla honda de cerámica con un cuerpo esférico, con un hombro más o menos pronunciado sobre el que se colocaban dos asas (verticales u horizontales) y una ranura en el borde superior para sujetar la tapa. A diferencia de la forma independiente de la olla chytra, se sigue el diseño del arqueólogo francés Michel Bats, que las divide en cinco tipos según las formas más extendidas. También afirma que la aparición de este utensilio de cocina surgió alrededor de la segunda mitad del siglo VI a. C., posiblemente inspirado en prototipos semíticos. Cabe destacar también la abundancia de fuentes escritas (y arqueológicas) de las épocas helenística y romana bajo el nombre de «caccabus». En Atenas se utilizó principalmente desde finales del siglo VI a. C. hasta la segunda mitad del siglo IV a. C.

## Tipos

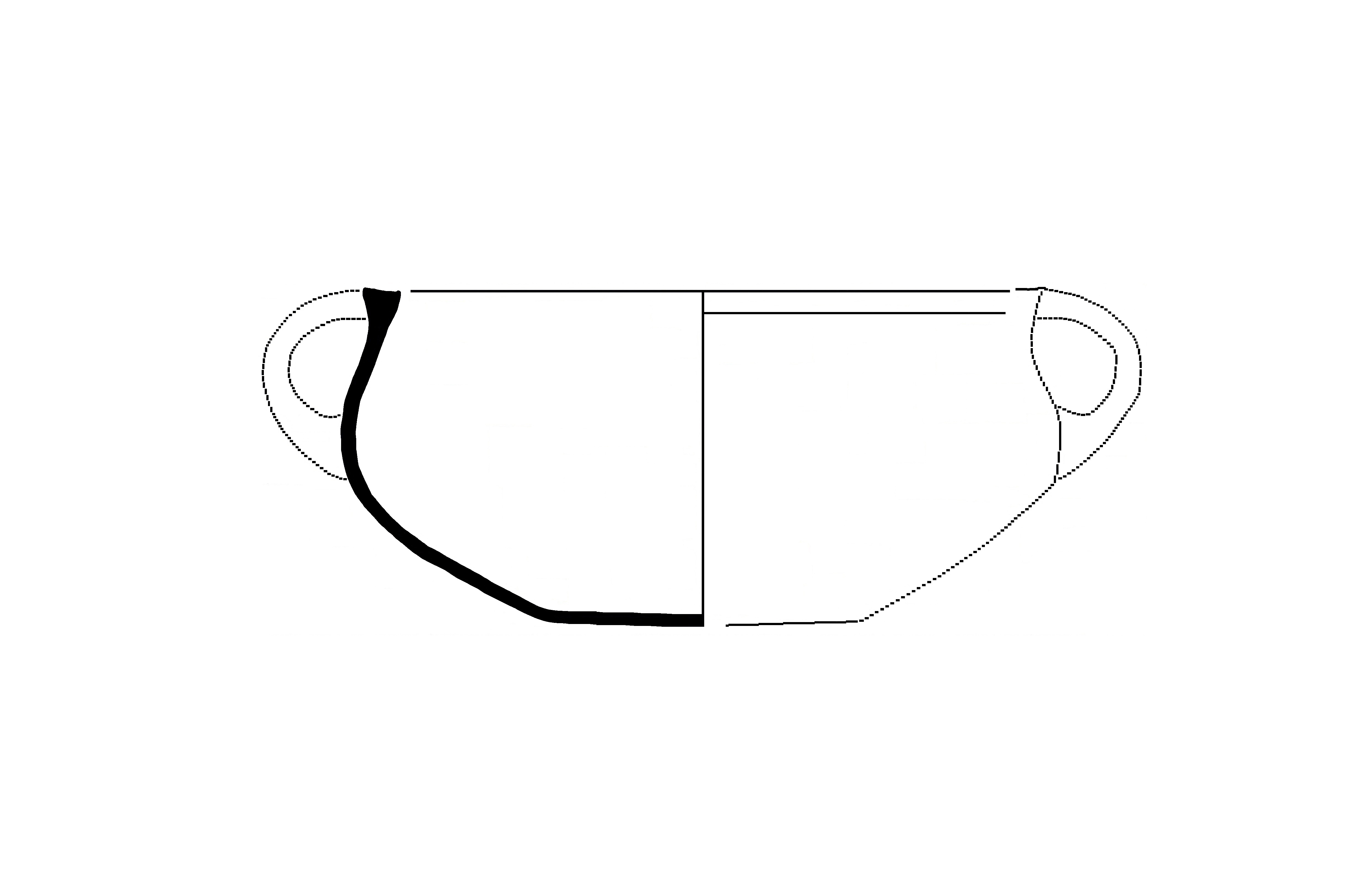
Tipo a
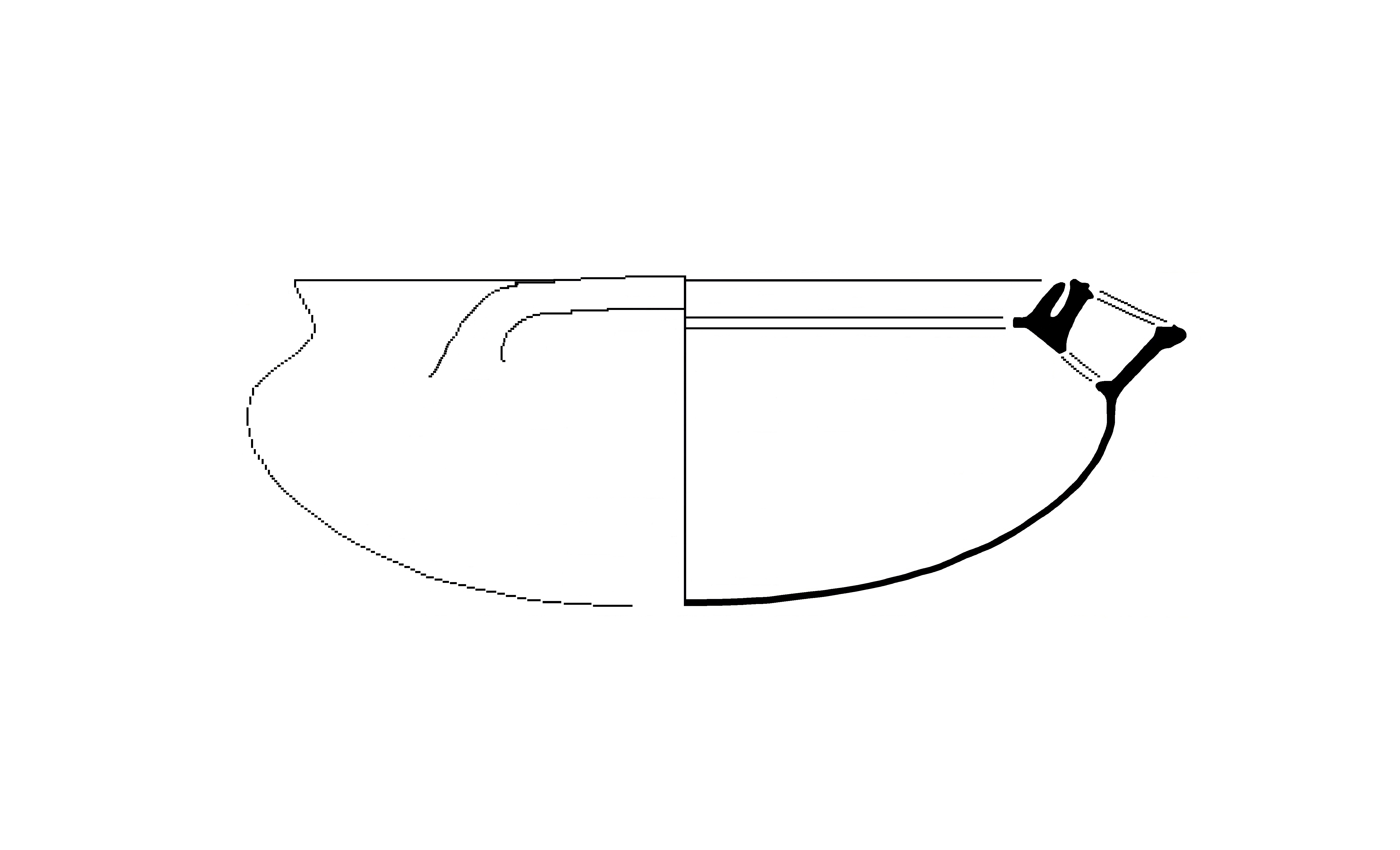
Tipo b
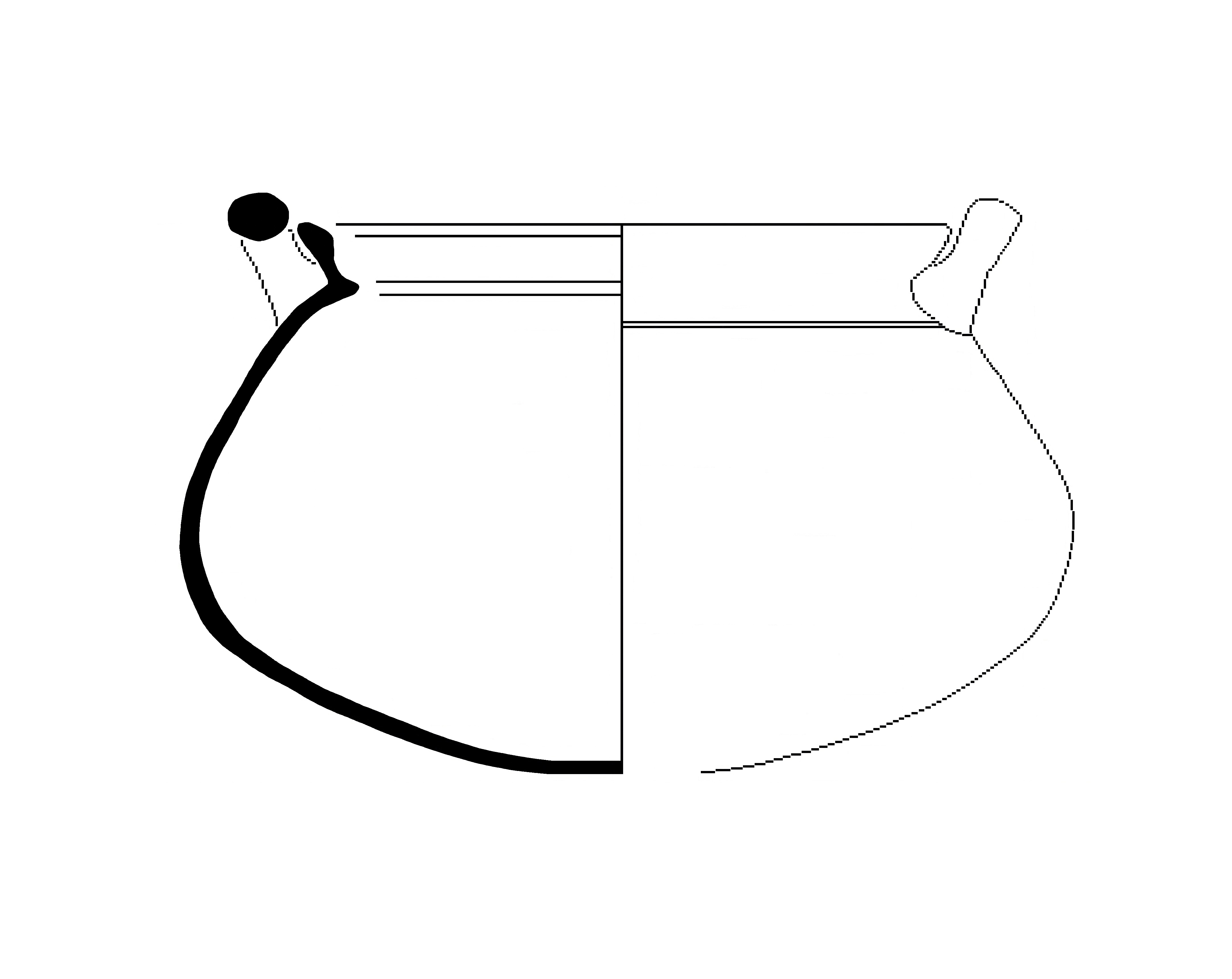
Tipo c1
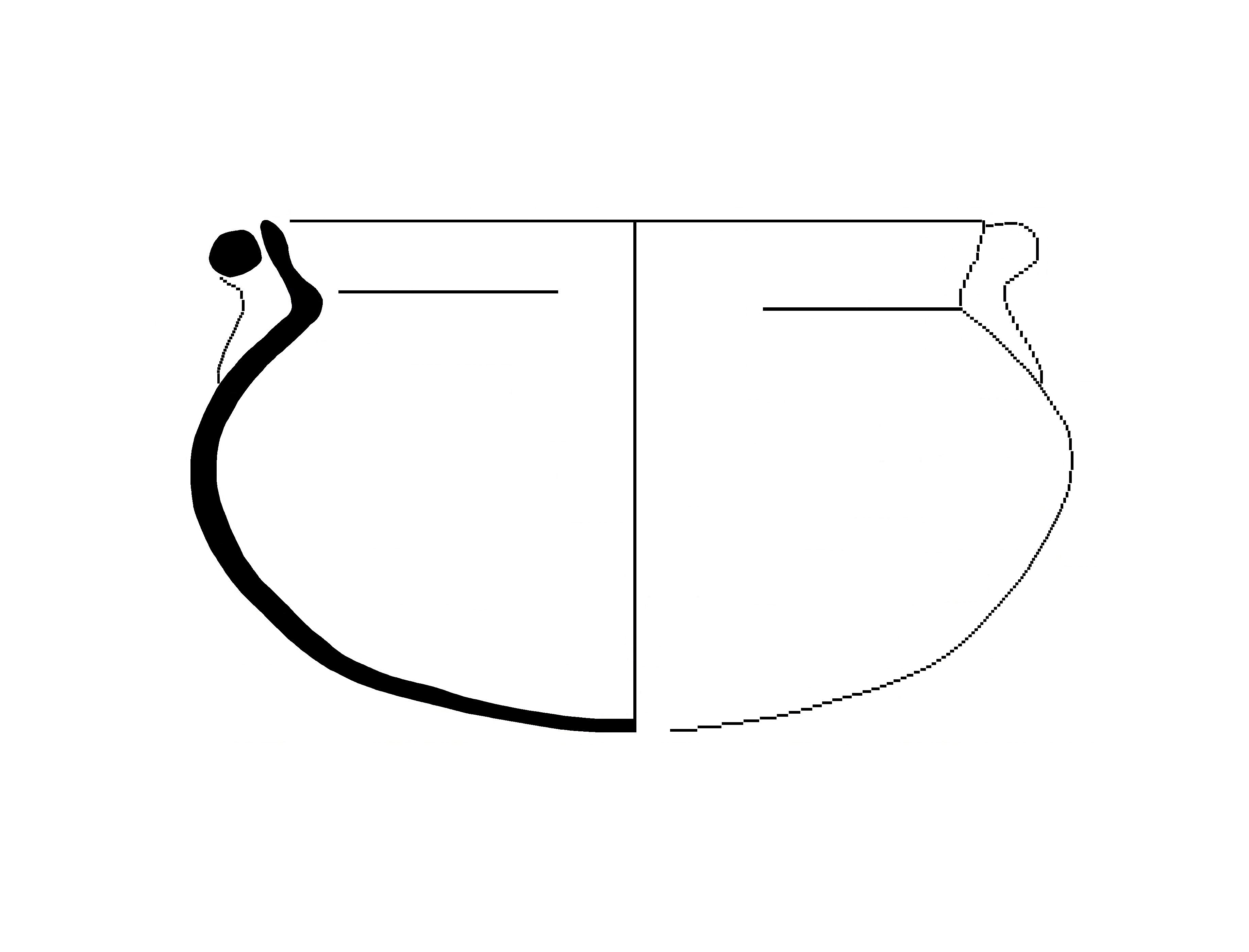
Tipo c2
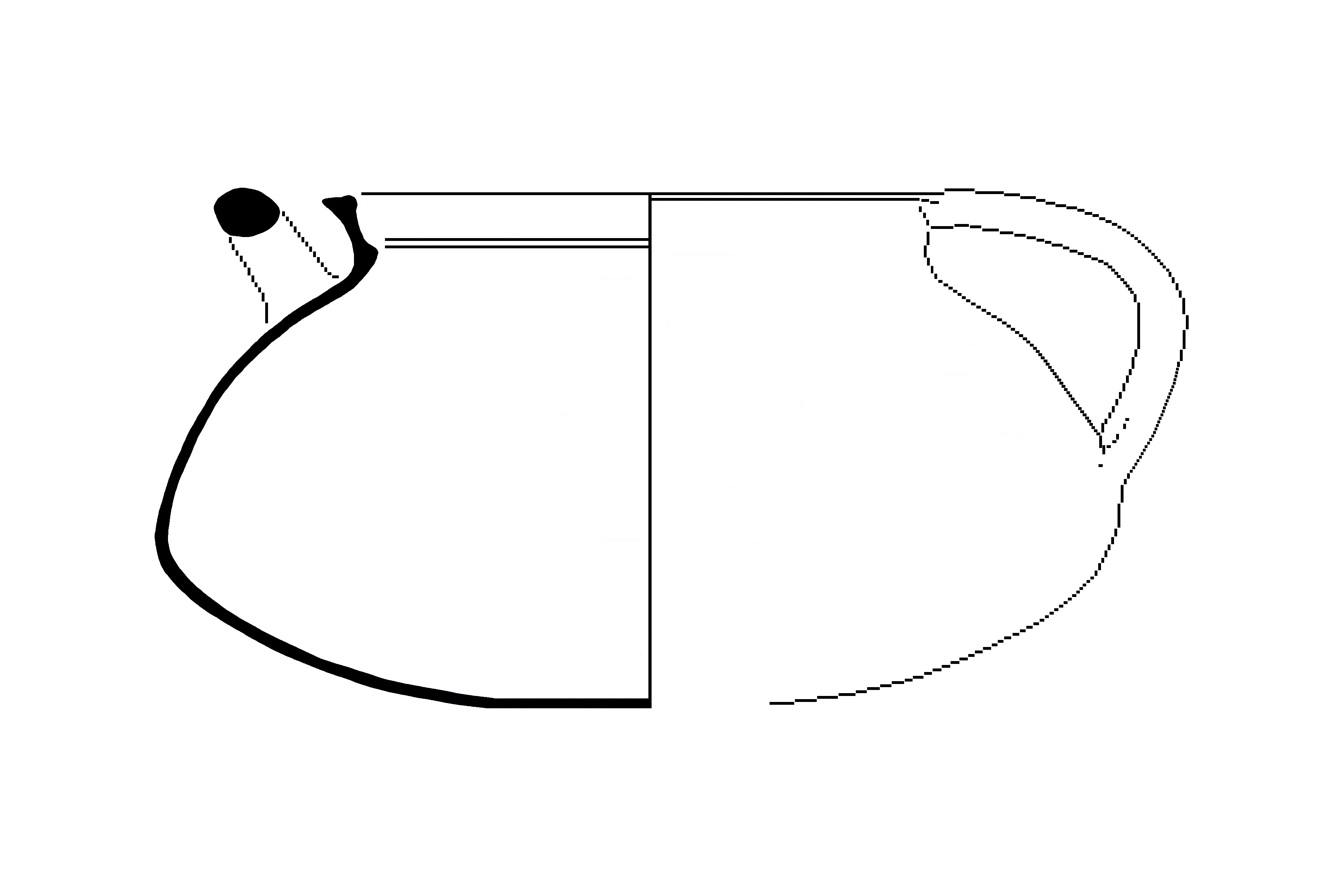
Tipo d